# شهرستان خاسانسکی
شهرستان خاسانسکی (به لاتین: Khasansky District) یک شهرستان در روسیه است که در سرزمین پریمورسکی واقع شده‌است.